# Šarbov
Šarbov es un municipio situado en el distrito de Svidník, en la región de Prešov, Eslovaquia. Tiene una población estimada, en octubre de 2023, de 20 habitantes.
Está ubicado en el centro-norte de la región, cerca del río Ondava (cuenca hidrográfica del río Tisza) y de la frontera con Polonia.

## Demografía
| Año        | 1994 | 2004     | 2014 | 2024     |
| ---------- | ---- | -------- | ---- | -------- |
| Población  | 18   | 11       | 11   | 19       |
| Diferencia |      | −38,88 % | +0 % | +72,72 % |

| Año        | 2023 | 2024 |
| ---------- | ---- | ---- |
| Población  | 19   | 19   |
| Diferencia |      | +0 % |